# Feria Internacional del Libro de Guadalajara

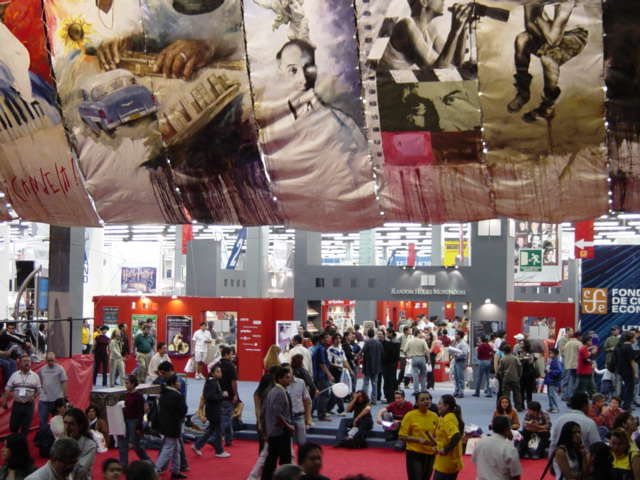
Entrada principal durante la FIL 2002.

La Feria Internacional del Libro de Guadalajara, en Jalisco, México, conocida como la FIL Guadalajara, es el evento anual más importante de su tipo en el mundo de habla hispana, la feria de libros más grande del mundo por número de visitantes por un gran margen, y la segunda en representación editorial después de la Feria del Libro de Fráncfort. Reúne la mayor oferta editorial de libros en español y la presencia de otros idiomas. La edición 2020 fue realizada en modalidad online debido a la pandemia del COVID-19. Ese mismo año recibió el Premio Princesa de Asturias en la categoría de Comunicación y Humanidades.
Creada en 1987, la FIL es organizada por la Universidad de Guadalajara y se realiza anualmente a partir del último sábado de noviembre y por un lapso de nueve días, en la ciudad jalisciense de Guadalajara, México como principal sede la Expo Guadalajara en donde se realiza.
El objetivo de la FIL es lograr que los profesionales del libro (agentes de derechos, bibliotecarios, distribuidores, editores, escritores, ilustradores, libreros, promotores de la lectura, scouts y traductores, entre otros) y expositores asistentes encuentren un ambiente de negocios óptimo, y a un público lector ávido de conocer a sus autores y adquirir las novedades más recientes del mercado.

## Premios y homenajes
Como una forma de premiar y distinguir la producción literaria, la FIL Guadalajara otorga anualmente los siguientes galardones y reconocimientos:
Premios y homenajes:
- Premio FIL de Literatura en Lenguas Romances, antes Premio de Literatura Latinoamericana y del Caribe Juan Rulfo, desde 1991
- Premio Sor Juana Inés de la Cruz, desde 1993
- Homenaje al Mérito Editorial, desde 1993
- Homenaje al Bibliófilo "José Luis Martínez", desde 2001
- Homenaje al Bibliotecario, desde 2002
- Homenaje Nacional de Periodismo Cultural Fernando Benítez, desde 1992
- Homenaje de Caricatura La Catrina, desde 2002
- Homenaje ArpaFIL, desde 1995

Premios en colaboración:
- Premio de Literaturas Indígenas de América
- Premio de Literatura Ciudad y Naturaleza José Emilio Pacheco
- Premio Iberoamericano SM de Literatura Infantil y Juvenil
- Premio Iberoamérica Ilustra

## Invitados de honor
Desde 1993, la FIL Guadalajara ha destacado a un país o región como su invitado de honor. Esta distinción contempla el establecimiento de una delegación conformada por escritores, editores, investigadores y artistas, quienes se convierten en portavoces de su cultura. El objetivo principal de esta iniciativa es exhibir lo más destacado de la producción literaria y cultural de dicho país o región.
| Año  | Invitado de Honor                      |
| ---- | -------------------------------------- |
| 1993 | Colombia                               |
| 1994 | Nuevo México                           |
| 1995 | Venezuela                              |
| 1996 | Canadá                                 |
| 1997 | Argentina                              |
| 1998 | Puerto Rico                            |
| 1999 | Chile                                  |
| 2000 | España                                 |
| 2001 | Brasil                                 |
| 2002 | Cuba                                   |
| 2003 | Quebec                                 |
| 2004 | Cataluña                               |
| 2005 | Perú                                   |
| 2006 | Andalucía                              |
| 2007 | Colombia                               |
| 2008 | Italia                                 |
| 2009 | Los Ángeles                            |
| 2010 | Castilla y León                        |
| 2011 | Alemania                               |
| 2012 | Chile                                  |
| 2013 | Israel                                 |
| 2014 | Argentina                              |
| 2015 | Reino Unido                            |
| 2016 | América Latina                         |
| 2017 | Madrid                                 |
| 2018 | Portugal                               |
| 2019 | India                                  |
| 2020 | Suspendida por la pandemia de COVID-19 |
| 2021 | Perú                                   |
| 2022 | Sharjah                                |
| 2023 | Unión Europea                          |
| 2024 | España                                 |

## Actividades para el público en general

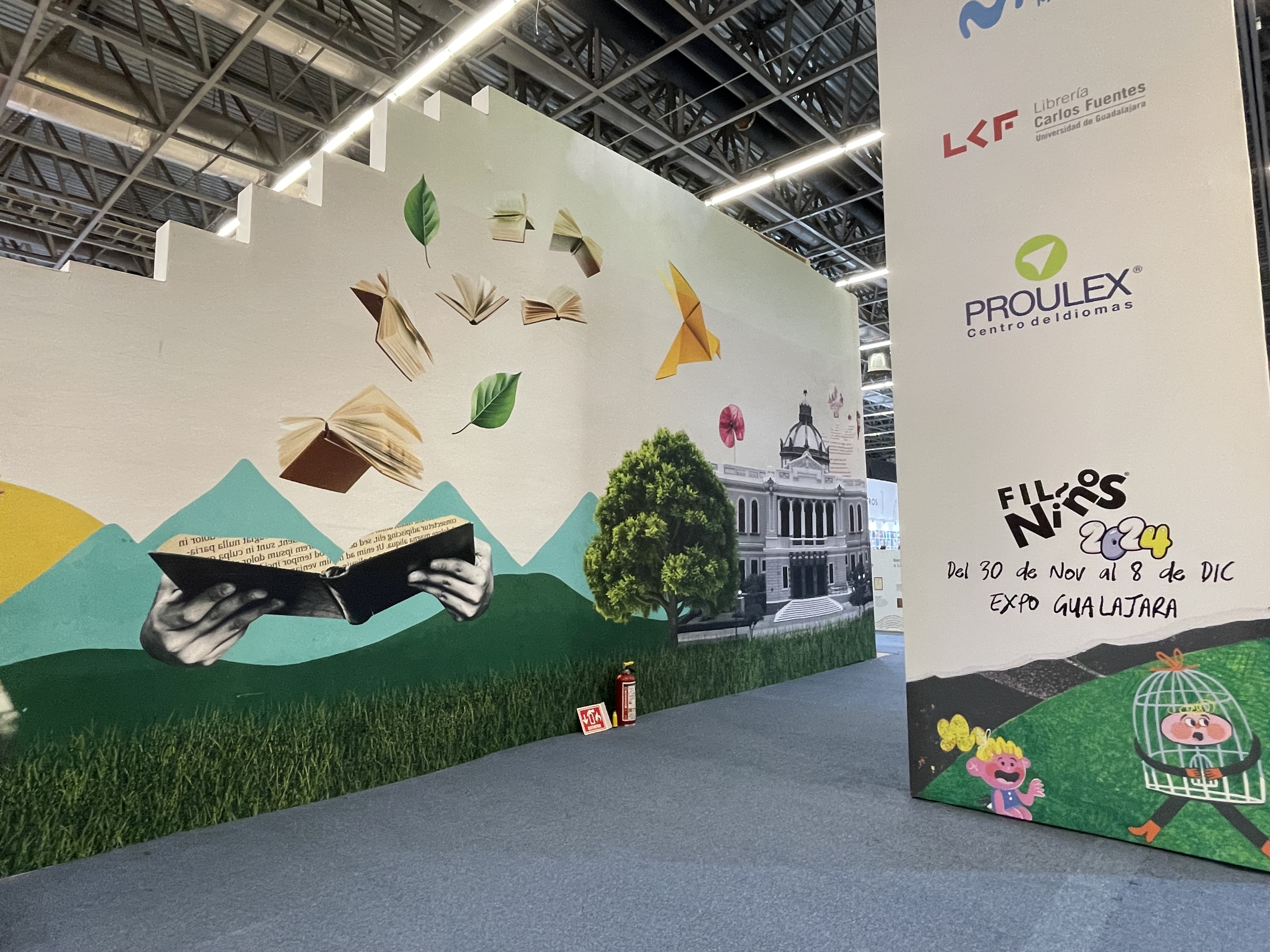
FIL Guadalajara 2024

Dentro de la feria se realizan actividades literarias y académicas en diferentes subprogramas que agrupan a participantes (escritores, académicos, artistas) según su región o disciplina, como lo son:  
- Centroamérica Cuenta
- Latinoamérica Viva
- Festival de Letras Europeas
- Encuentro Internacional de Cuentistas
- Salón de la Poesía
- Literatura Contemporánea de Quebec
- Literatura de Cataluña
- La FIL también es Ciencia
- Destinação Brasil
- ¡Al Ruedo! Ocho Talentos Mexicanos

Varias de las actividades que se centran en literaturas por región surgieron luego de que el estado o país estuviera como invitados de honor en la FIL Guadalajara (como Brasil, Cataluña y Quebec). Otras buscan resaltar escritores que no han tenido mucha visibilidad mediática (como Centroamérica Cuenta o ¡Al Ruedo! Ocho Talentos Mexicanos).

## Actividades para profesionales
Gran cantidad de estas actividades se llevan a cabo del lunes a miércoles de la feria, en un horario restringido para el público en general (de 9:00 a. m. a 17:00 horas). Otras actividades se realizan en sedes alternas (hoteles cercanos o centros universitarios de la UdeG). Dependiendo de la actividad se requiere registro (algunas con pago). 

### Coloquio Internacional de Bibliotecarios (CIB)[7]

#### Ediciones
| Año      | Edición y Tema del CIB | Fechas                     | Cartel | Memorias |
| -------- | --- | -------------------------- | ------ | -------- |
| 1987     | 1.er CIB "Fuentes e intercambio de información bibliográfica"                                                                                 | 28 al 30 de nov            | Cartel | Memorias |
| 1988     | 2.º CIB "Cooperación bibliotecaria internacional"                                                                                             | 2 al 3 de dic              | Cartel | Memorias |
| 1989     | 3.er CIB | 25 al 28 de nov            | Cartel | Memorias |
| 1990     | 4.º CIB | 26 al 29 de nov            | Cartel | Memorias |
| 1991     | 5.º CIB | 25 al 27 de nov            | Cartel | Memorias |
| 1992     | 6.º CIB | 29 nov al 02 de dic        | Cartel | Memorias |
| 1992     | 1.er Foro Latinoamericano de Información LATINBASE´92 "Problemas y perspectivas"                                                              | 02 al 05 de dic            | Cartel | Memorias |
| 1993     | 7.º CIB | 01 y 02 de dic             | Cartel | Memorias |
| 1993     | 2.º Foro Latinoamericano de Información LATINBASE´93 "El concepto de calidad en los bancos de información"                                    | 28 de nov al 01 de dic     | Cartel | Memorias |
| 1994     | 8.º CIB | 27 al 30 de nov            | Cartel | Memorias |
| 1994     | 3.er Foro Latinoamericano de Información LATINBASE´94 "Bancos latinoamericanos de información: alianzas estratégicas y mercado internacional" | 01 y 02 de dic             | Cartel | Memorias |
| 1995     | 9.º CIB | 29 y 30 de nov             | Cartel | Memorias |
| 1995     | 4.º Foro Latinoamericano de Información LATINBASE´95                                                                                          | 26 al 28 de nov            | Cartel | Memorias |
| 1996     | 10.º CIB | 2 y 3 de dic               | Cartel | Memorias |
| 1997*    | 5.º Foro Latinoamericano de Información LATINBASE´97 "La organización de la información, los lenguajes documentales y la normalización        | 30 de nov y 01 de dic      | Cartel | Memorias |
| 1998**   | V CIB "La cultura bibliotecaria" | 30 de nov al 02 de dic     | Cartel | Memorias |
| 1999     | VI CIB "La biblioteca electrónica: retos y oportunidades"                                                                                     | 29 y 30 de nov y 01 de dic | Cartel | Memorias |
| 2000     | VII CIB "La biblioteca: derechos de autor y propiedad intelectual"                                                                            | 27 al 29 de nov            | Cartel | Memorias |
| 2001     | VIII CIB "El profesional de la información: motor de cambio en la sociedad del siglo XXI"                                                     | 26 al 28 de nov            | Cartel | Memorias |
| 2002     | IX CIB "La vinculación de las bibliotecas y la academia: un esfuerzo compartido"                                                              | 02 al 04 de dic            | Cartel | Memorias |
| 2003     | X CIB "Gestión, estrategias y cambios en los espacios bibliotecarios en el nuevo siglo"                                                       | 1 al 3 de dic              | Cartel | Memorias |
| 2004     | XI CIB "La calidad de los sistemas de información al servicio de la sociedad"                                                                 | 29 nov al 01 de dic        | Cartel | Memorias |
| 2005***  | XII CIB "La biblioteca: Centro de Recursos para el Aprendizaje y la Investigación, CRAI"                                                      | 28 al 30 de nov            | Cartel | Memorias |
| 2006     | XIII CIB "Redes bibliotecarias: espacio de bienes comunes"                                                                                    | 27 al 29 de nov            | Cartel | Memorias |
| 2007     | XIV CIB "Infodiversidad: la biblioteca como centro multicultural"                                                                             | 26 al 28 de nov            | Cartel | Memorias |
| 2008     | XV CIB "Información para el cambio social: el papel de las bibliotecas"                                                                       | 1 al 3 de dic              | Cartel | Memorias |
| 2009     | XVI CIB "De la biblioteca al usuario, del usuario a la biblioteca: puntos de encuentro"                                                       | 30 nov al 3 de dic         | Cartel | Memorias |
| 2010     | XVII CIB "La biblioteca, memoria documental de la humanidad"                                                                                  | 29 nov al 01 de dic        | Cartel | Memorias |
| 2011     | XVIII CIB "La información en la construcción de la sociedad y ciudadanía"                                                                     | 28 al 30 de nov            | Cartel | Memorias |
| 2012     | XIX CIB "Yo leo, tú lees, leyendo en la biblioteca"                                                                                           | 26 al 28 de nov            | Cartel | Memorias |
| 2013     | XX CIB "Bibliotecas y derechos humanos" | 02 al 04 de dic            | Cartel | Memorias |
| 2014     | XXI CIB "Nuevos panoramas de la información"                                                                                                  | 1 al 3 de dic              | Cartel | Memorias |
| 2015     | XXII CIB "Bibliotecas e inclusión social" | 30 de nov al 02 de dic     | Cartel | Memorias |
| 2016**** | XXX CIB "30 motivos para celebrar a las bibliotecas"                                                                                          | 28 al 30 de nov            | Cartel | Memorias |
| 2017     | XXXI CIB "Bibliotecarios: nuevas competencias, nuevas habilidades"                                                                            | 27 al 29 de nov            | Cartel | Memorias |
| 2018     | XXXII CIB "Transformando las bibliotecas: privacidad y libre acceso"                                                                          | 26 al 28 de nov            | Cartel | Memorias |
| 2019     | XXXIII CIB "Servicios de información para grupos vulnerables"                                                                                 | 02 al 04 de dic            | Cartel | Memorias |

#### Homenajes
Con la intención de distinguir y promover el amor por el libro y el trabajo bibliotecario, la FIL ha creado una serie de premios que se entregan anualmente, entre ellos se encuentran el Homenaje al Bibliófilo y el Homenaje al Bibliotecario. De estra manera la FIL en colaboración con el Coloquio Internacional de Bibliotecarios reconoce a amantes de los libros y bibliotecarios como parte del esfuerzo de promoción cultural de la Feria.

##### Homenaje al Bibliotecario[8][9]
| Año  | Edición del CIB | Homenajeado                                     | Semblanza FIL                                                         |
| ---- | --------------- | ----------------------------------------------- | --------------------------------------------------------------------- |
| 2002 | IX CIB          | Roberto Antonio Gordillo Gordillo† ( 1921-2009) | Semblanza FIL                                                         |
| 2003 | X CIB           | Rosa María Fernández Esquivel de Zamora ( ????) | Semblanza FIL                                                         |
| 2004 | XI CIB          | Guadalupe Carrión Rodríguez ( 1937)             | Semblanza FIL                                                         |
| 2005 | XII CIB         | Celia Delgado Rodríguez de Orozco ( 1926)       | Semblanza FIL                                                         |
| 2006 | XIII CIB        | Ario Garza Mercado ( 1936)                      | Semblanza FIL                                                         |
| 2007 | XIV CIB         | Estela Morales Campos ( ????)                   | Semblanza FIL                                                         |
| 2008 | XV CIB          | Ana María Magoloni de Bustamante ( 1941)        | Semblanza FIL                                                         |
| 2009 | XVI CIB         | Helen Ladrón de Guevara Cox ( 1942)             | Semblanza FIL                                                         |
| 2010 | XVII CIB        | Adolfo Rodríguez Gallardo ( 1942)               | Semblanza FIL                                                         |
| 2011 | XVIII CIB       | Jesús Lau Noriega ( ????)                       | Semblanza FIL                                                         |
| 2012 | XIX CIB         | Irma Graciela de León García ( 1938)            | Semblanza FIL                                                         |
| 2013 | XX CIB          | Diana Eugenia González Ortega ( 1949)           | Semblanza FIL                                                         |
| 2014 | XXI CIB         | Elsa Margarita Ramírez Leyva ( 1949)            | Semblanza FIL                                                         |
| 2015 | XXII CIB        | Irma Cordera de Pérez Monroy ( ????)            | Semblanza FIL                                                         |
| 2016 | XXX CIB         | Porfirio Díaz Pérez ( 1944)                     | Semblanza FIL                                                         |
| 2017 | XXXI CIB        | Micaela Alicia Chávez Villa ( 1954)             | Semblanza FIL                                                         |
| 2018 | XXXII CIB       | Sergio López Ruelas ( 1962)                     | Semblanza FIL                                                         |
| 2019 | XXXIII CIB      | Ana Lilian Moya Grijalva ( 1953)                | Semblanza FIL Archivado el 9 de noviembre de 2019 en Wayback Machine. |

##### Homenaje al Bibliófilo "José Luis Martínez"[8][10]
| Año  | Edición del CIB | Homenajeado                                      | Semblanza FIL |
| ---- | --------------- | ------------------------------------------------ | ------------- |
| 2001 | VIII CIB        | José Mindlín† ( 1914-2010)                       | Semblanza FIL |
| 2002 | IX CIB          | José Luis Martínez† ( 1918-2007)                 | Semblanza FIL |
| 2003 | X CIB           | Andrés Henestrosa† ( 1906-2008)                  | Semblanza FIL |
| 2004 | XI CIB          | Jorge Álvarez del Castillo Zuloaga† ( 1917-2005) | Semblanza FIL |
| 2005 | XII CIB         | Eulalio Ferrer Rodríguez† ( 1921-2009)           | Semblanza FIL |
| 2006 | XIII CIB        | José Rogelio Álvarez† ( 1922-2011)               | Semblanza FIL |
| 2007 | XIV CIB         | Ernesto de la Torre Villar† ( 1917-2009)         | Semblanza FIL |
| 2008 | XV CIB          | Ernesto de la Peña Muñoz† ( 1927-2012)           | Semblanza FIL |
| 2009 | XVI CIB         | Adolfo Castañón ( 1952)                          | Semblanza FIL |
| 2010 | XVII CIB        | Elías Trabulse ( 1942)                           | Semblanza FIL |
| 2011 | XVIII CIB       | Ángel García Lascurain Zubieta ( 1936)           | Semblanza FIL |
| 2012 | XIX CIB         | María Isabel Grañén Porrúa ( ????)               | Semblanza FIL |
| 2013 | XX CIB          | Miguel Ángel Porrúa ( ????)                      | Semblanza FIL |
| 2014 | XXI CIB         | Juan Nicanor Pascoe Pierce ( 1946)               | Semblanza FIL |
| 2015 | XXII CIB        | Fernando Serrano Migallón ( 1945)                | Semblanza FIL |
| 2016 | XXX CIB         | Federico Reyes Heroles González Garza ( 1955)    | Semblanza FIL |
| 2017 | XXXI CIB        | Alberto Ruy Sánchez Lacy ( 1951)                 | Semblanza FIL |
| 2018 | XXXII CIB       | Enrique Federico Florescano Mayet ( 1937)        | Semblanza FIL |
| 2019 | XXXIII CIB      | Miguel León-Portilla† ( 1926-2019)               | Semblanza FIL |
| 2019 | XXXIII CIB      | Ascensión Hernández Triviño ( 1940)              | Semblanza FIL |

## Administración
La FIL de Guadalajara está dirigida por Marisol Schulz Manaut y presidida por Raúl Padilla López, exrector de la Universidad de Guadalajara. A cargo del área de contenidos está Laura Niembro; la sección FIL Niños la dirige Ana Luelmo; en la coordinación de prensa y difusión (donde se pueden obtener estadísticas detalladas) está a cargo de Mariño González.

## Estadísticas

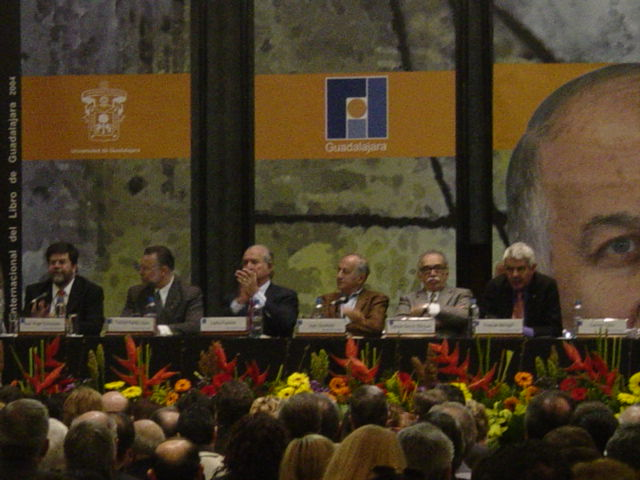
Carlos Fuentes, Gabriel García Márquez y Pasqual Maragall otorgan el Premio Juan Rulfo a Juan Goytisolo, en la FIL 2004.

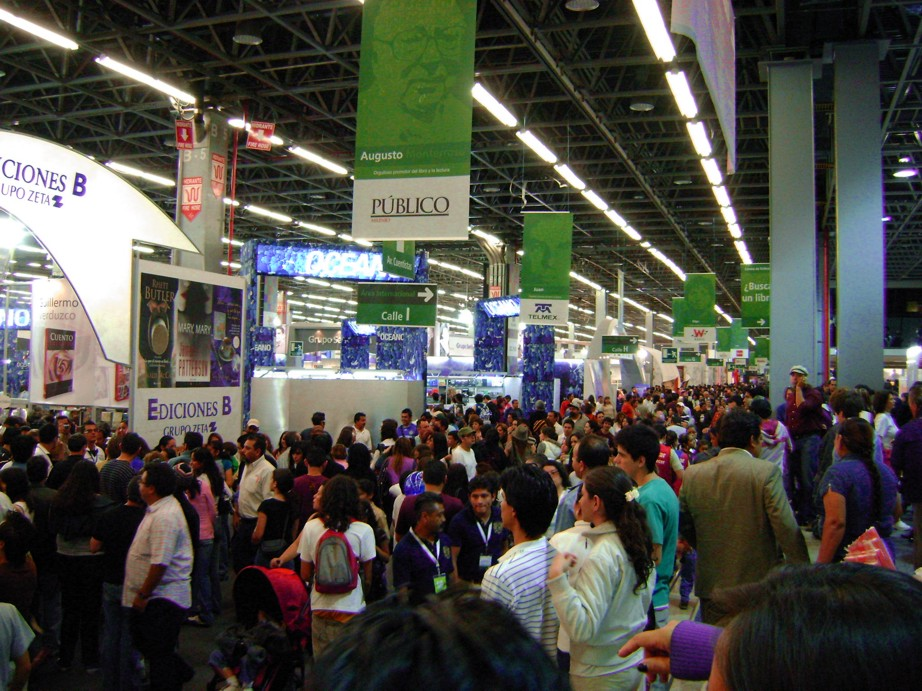
Penúltimo día de la FIL 2008.

### Edición XIX, de 2005
- Participaron 15,357 expositores de 45 países.
- Asistieron a la FIL 494,388 espectadores.
- Fueron llevadas a cabo 2,899 actividades culturales.

### Edición XX, de 2006
- Se realizó como cada año en la Expo Guadalajara y contó con una superficie de 40.000 m².
- 1´307,002 consultas realizadas a la página web de la FIL.
- Público asistente: 525,000.
- 84,495 niños en actividades infantiles.
- Participaron 16,740 expositores.
- 1,523 periodistas y 439 medios de comunicación acreditados de 60 países.
- 296 presentaciones de libros, con sus respectivos autores.
- 110 agentes literarios
- 94 actividades artísticas y musicales.

### Edición XXI, de 2007
- 559,271 asistentes.
- 17,240 profesionales del libro y 125 agentes del libro.
- 1,674 editoriales.
- 1,644 periodistas representados en 450 medios de comunicación.
- 328 presentaciones de libros.
- 86 actividades artísticas y musicales.
- 44 foros literarios y académicos.
- 11 premios y homenajes.

### Edición XXII, de 2008
- Una superficie de poco más de 50,000 m².
- 1,862,515 visitas al sitio web de la FIL durante los 9 días de exposición.
- 604,012 de Público asistente.
- 17,439 Profesionales del libro y agentes literarios.
- 1,947 Editoriales de 40 países.
- 1,667 Periodistas de 466 medios de comunicación.
- 369 Presentaciones de libros que contaron con la presencia de sus autores.
- 176 Foros para profesionales, actividades artísticas, musicales y otros eventos literarios.

### Edición XXIII, de 2009
- 606,008 personas (público asistente).
- 1,925 editoriales de 40 países.
- 17,112 profesionales del libro y 179 agentes literarios.
- 104 empresas participaron en el Salón de Derechos.
- 142,126 asistentes a FIL Niños y 84 actividades de FIL Joven.
- 1,632 periodistas de 490 medios acreditados.
- 455 presentaciones de libros.
- 43 foros literarios, 21 foros académicos, 57 actividades artísticas y musicales, 71 actividades para profesionales.
- 13 premios y homenajes.
- 60 patrocinadores y auspiciantes.
- 2,173,515 páginas vistas en el sitio web durante los nueve días de la FIL.

### Edición XXIV, de 2010
- 609,251, el público asistente.
- 1,928 editoriales de 43 países.
- 17,790 profesionales del libro y 182 agentes literarios.
- 102 empresas que participaron en el Salón de Derechos.
- 143,049 asistentes a FIL Niños y 85 actividades de FIL Joven.
- 1,713 periodistas de 487 medios acreditados.
- 471 presentaciones de libros.
- 49 foros literarios, 22 foros académicos, 89 actividades artísticas y musicales, 81 actividades para profesionales.
- 14 premios y homenajes.
- 63 patrocinadores y auspiciantes.
- 3´115,602 páginas vistas en el sitio web durante los nueve días de la FIL.

### Edición XXV, de 2011
- 659,898 personas, el público asistente.
- 1,935 editoriales de 43 países.
- 17,800 profesionales del libro y 188 agentes literarios.
- 103 empresas que participaron en el salón de derechos.
- 150,201 asistentes a FIL Niños y 106 actividades de FIL Joven.
- 1,940 periodistas representantes de 501 medios acreditados.
- 529 presentaciones de libros organizadas.
- 53 foros literarios, 22 foros académicos, 101 actividades artísticas y musicales, 96 actividades para profesionales.
- 14 premios y homenajes.
- 64 patrocinadores y 6 empresas colaboradoras.
- 3,634,869 páginas vistas en el sitio web durante los nueve días de la FIL.

### Edición XXVI, de 2012
- 701,857 personas, el público asistente.
- 1,928 editoriales de 44 países.
- 20,363 profesionales del libro y 256 agentes literarios.
- 122 empresas que participaron en el salón de derechos.
- 157,355 asistentes a FIL Niños y 124 actividades de FIL Joven.
- 1,958 periodistas representantes de 495 medios acreditados.
- 550 presentaciones de libros organizadas.
- 60 foros literarios, 20 foros académicos, 128 actividades artísticas y musicales, 139 actividades para profesionales.
- 14 premios y homenajes.
- 62 patrocinadores.
- 4’750,602 páginas vistas en el sitio web durante los nueve días de la FIL.

### Edición XXVII, de 2013
- 750 987 personas, el público visitante.
- Participación de 1932 editoriales y 656 escritores.
- 193 actividades artísticas y musicales.
- 14 premios entregados.
- El evento tuvo un costo de 80 mdp y recaudó 83 mdp.

### Edición XXVIII, de 2014 (29 de noviembre al 7 de diciembre)
- Aproximadamente 1,308 expositores de 36 países.
- Aproximadamente 1,380 profesionales.
- 120 agencias de compra y/o venta de derechos de autor.
- 55 patrocinadores.
- El XVIII Congreso Internacional de Traducción e Interpretación San Jerónimo 2014 "La traducción en evolución", organizado anualmente por la Organización Mexicana de Traductores, incluyó 23 conferencias y 2 talleres previos.

### Edición XXIX, de 2015 (28 de noviembre al 6 de diciembre)
- Aproximadamente 400 mil títulos.
- Aproximadamente 19 mil editoriales.
- Aproximadamente 750 mil visitantes.
- 560 medios aproximadamente.
- 120 empresas participantes aproximadamente.